# East Griffin
 (avril 2025).
East Griffin est une census-designated place située dans le comté de Spalding, dans l’État de Géorgie, aux États-Unis. Lors du recensement de 2020, elle comptait 1 561 habitants.